# 肺泡

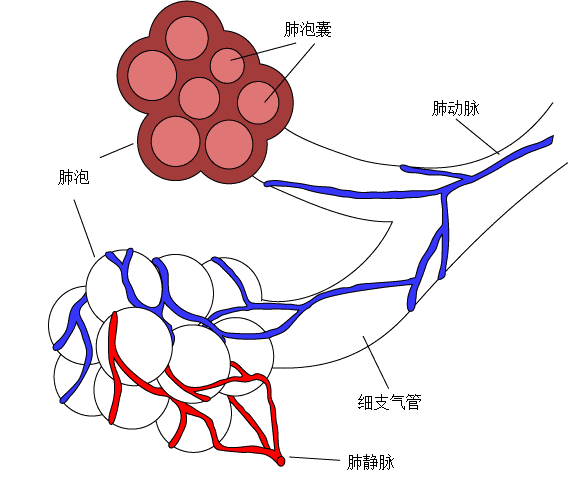
肺泡

肺泡是肺部的实质组织最末一级（24级）分支，外呼吸中进行气体交换的场所。成人肺中肺泡数目约为3亿。其直径约为0.2 mm。许多肺泡共同开口于肺泡囊。
肺泡的组成：
1. 小肺泡細胞，又称I型肺泡细胞，厚约 0.1微米，基底部是基底膜，无增殖能力,可由II型肺泡细胞增殖分化补充。形态学上呈扁平状,约占肺泡表面积的95%。
2. 大肺泡细胞，又称II型肺泡细胞，分泌表面活性物质（二棕榈酰卵磷脂、蛋白质、糖胺聚糖等），以调节肺泡表面张力。II型肺泡细胞约占肺上皮细胞的60%,肺总细胞数的10-15%[1]。形态学上体积较小,呈现为圆形或立方状,顶端突入肺泡腔。
3. 肺巨噬细胞，来自于血液单核细胞,广泛分布于肺间质中,以肺泡隔中最多,游走入肺泡的肺巨噬细胞称肺泡巨噬细胞。吞噬了较多尘粒的肺巨噬细胞被称为尘细胞，而心衰细胞则是(左)心力衰竭患者肺内出现的吞噬了红细胞而含铁血黄素的巨噬细胞。

肺泡与肺部毛细血管紧密相连。两者的膜大部分融合，有助于气体的快速扩散。而肺泡表面液体层，I型肺泡细胞与基膜，薄层结缔组织，毛细血管基膜与内皮组成了所谓的气-血屏障(也称作呼吸膜)。
由于毛细血管内皮的对液体的通透性比肺泡细胞内皮的要高，心力衰竭患者体液会渗出到结缔组织(肺间质)中，造成间质性肺水肿。

## 参看
- 支气管
- 呼吸道
- 肺气肿
- 慢性阻塞性肺疾病

Template:Lower respiratory system anatomy
1. ↑  Castranova, V.; Rabovsky, J.; Tucker, J. H.; Miles, P. R. . Toxicology and Applied Pharmacology. 1988-05-01, 93 (3). ISSN 0041-008X. doi:10.1016/0041-008X(88)90051-8.